# سینه‌چروک‌ها
چروک‌سینه (نام علمی: Sternoptyx) نام یک سرده از زیرخانواده تبرماهی دریایی است.